# Hugo Campagnaro
Hugo Armando Campagnaro, född 27 juni 1980 i Córdoba, är en argentinsk fotbollsspelare som spelar som försvarare för Pescara.

## Meriter
Napoli
- Coppa Italia: 2011–12